# Überschwemmungen in Jakarta
Überschwemmungen in Jakarta treten aufgrund der geographischen Gegebenheiten der indonesischen Großstadt häufig während des Monsuns auf. Immer wieder nehmen diese Überschwemmungen katastrophale Ausmaße an, zuletzt 2020.

## Geographie Jakartas

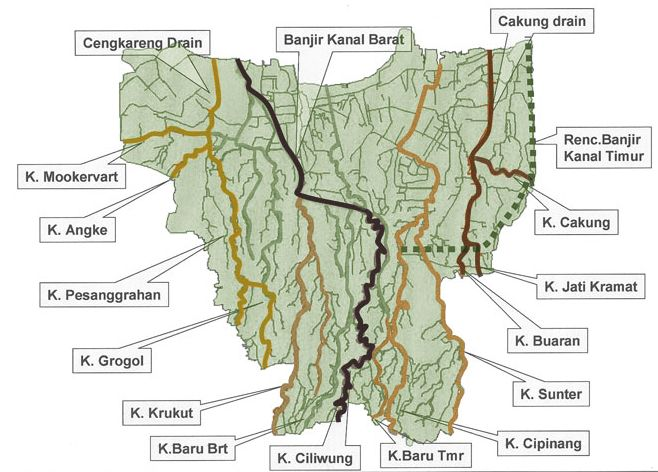
Kanäle und Flüsse in der Stadt

Die Hafenstadt Jakarta wurde auf einem sumpfigen Küstengebiet errichtet. Die Niederländer der Ostindien-Kompanie schütteten im 16. Jahrhundert in ihrem Kolonialstützpunkt Land auf und errichteten Kanäle. Außerdem wird die Stadt von 13 Flüsse entwässert. Aus dem einstigen Batavia wuchs eine Großstadt mit rund 10 Millionen Einwohnern, 30 Millionen sind es in der ganzen Metropolregion.
Jakarta sinkt jährlich um etwa 1–15 Zentimeter, in manchen Stadtteilen gar um 25 Zentimeter. Damit ist Jakarta die am schnellsten sinkende Stadt der Welt. Bereits 40 Prozent der Stadtfläche liegt unter dem Meeresspiegel. Manche Stadtteile wurden von den Bewohnern bereits aufgegeben. Immer wieder vergrößerte Betonmauern sollen das Meer zurückhalten. Eindringendes Wasser muss abgepumpt werden. Beim gegenwärtigen Trend wird Jakarta im Jahr 2050 zu 95 Prozent unter dem Meeresspiegel liegen. Der Subsidenz genannte Prozess des Absinkens ist in erster Linie auf die Förderung von Grundwasser zur Trinkwasserversorgung zurückzuführen. Drei Viertel der Bewohner haben keinen Anschluss an das Leitungswassersystem, das darüber hinaus als teuer und qualitativ schlecht gilt. Weitere Faktoren für das Absinken sind schwere Bauwerke und tektonische Vorgänge.
Das Bett der Flüsse wurde durch Sedimente kleiner, die durch die Abholzung der Gebirge im Hinterland vermehrt eingebracht werden. Bei heftigen Niederschlägen kann der Wasserspiegel der Flüsse sehr schnell steigen, angrenzende Viertel werden regelmäßig überflutet. Das Süßwasser in der Stadt muss durch ein System von Pumpen und Schleusen abgeleitet werden.
Überschwemmungen ereignen sich in Jakarta mindestens einmal pro Jahr, üblicherweise zum Höhepunkt der Regenzeit im Januar und Februar. Durch die globale Erwärmung wird eine Zunahme der Häufigkeit und Intensität von Niederschlägen und Überflutungen prognostiziert. Zwar war die Stadt immer schon anfällig für Überschwemmungen, die schlimmsten ereigneten sich jedoch in der jüngeren Vergangenheit: 1996, 2002, 2007, 2013, 2014 und 2020.
Die Herausforderungen zur Lösung des Problems sind groß und vielfältig. Neben der Errichtung einer neuen großen Seemauer müssen auch alternative Zugänge zu Trinkwasser gefunden werden, damit verbunden ist die Notwendigkeit, die große Verschmutzung der Flüsse zu beheben und ein angemessenes Abwassersystem zu errichten.
Nicht zuletzt vor diesem Hintergrund wurde geplant, die indonesische Hauptstadt auf die Insel Borneo zu verlegen. Im August 2024 wurde die Planstadt Nusantara anstelle von Jakarta neue Hauptstadt Indonesiens.

## Überschwemmungen 1996
Bei Überschwemmungen von 6. bis 9. Januar sowie von 9. Februar bis 13. Februar 1996 mussten je rund 30.000 Menschen ihre Wohnungen verlassen. Insgesamt kamen 30 Menschen ums Leben. Der finanzielle Schaden betrug mehr als 438 Millionen US-Dollar.

## Überschwemmungen 2002

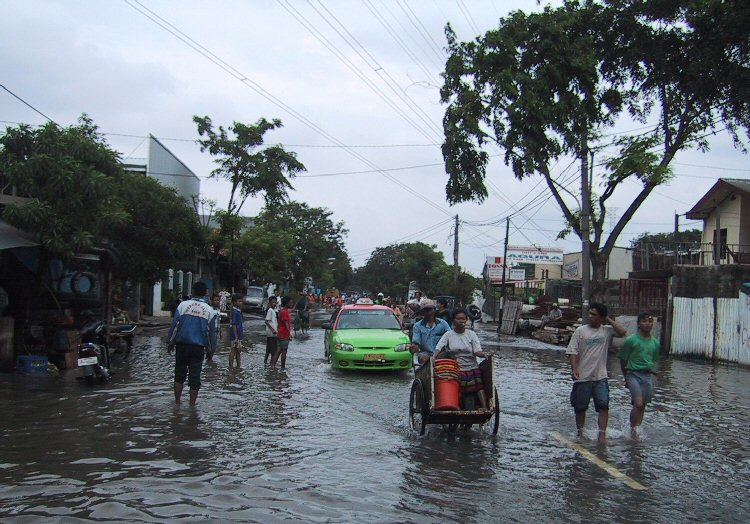
Überschwemmungen im Februar 2002

Bei Überschwemmungen von 27. Januar bis 12. Februar 2002 kamen in ganz Indonesien 147 Menschen ums Leben. 380.000 mussten ihre Wohnungen verlassen. In Jakarta stand das Wasser bis zu zwei Meter hoch und etwa 40.000 Häuser wurden überschwemmt.

## Überschwemmungen 2007
Die Überschwemmung von 31. Januar bis 22. Februar 2007 war die bis dahin größte Flutkatastrophe in Jakarta und das erste Mal, dass die Stadt zugleich durch eine Sturmflut überschwemmt wurde. Innerhalb von 24 Stunden fielen 340 Liter Regen. Drei Viertel der Stadt waren überflutet, Häuser standen bis zu vier Meter unter Wasser. Nachdem der Wasserstand am 7. Februar zu sinken begonnen hatte, kam es am 18. Februar zu erneuten Überschwemmungen. Durch den Ausbruch von Seuchen wurden 200.000 Menschen in Mitleidenschaft gezogen. Der wirtschaftliche Schaden betrug mehr als 960 Millionen US-Dollar. Abweichende Schätzungen für die Zahl derer, die aus ihren Wohnung fliehen mussten, betragen 340.000 bis 590.000. Mindestens 1500 Häuser wurden zerstört. 80 Menschen verloren ihr Leben.

## Überschwemmungen 2013

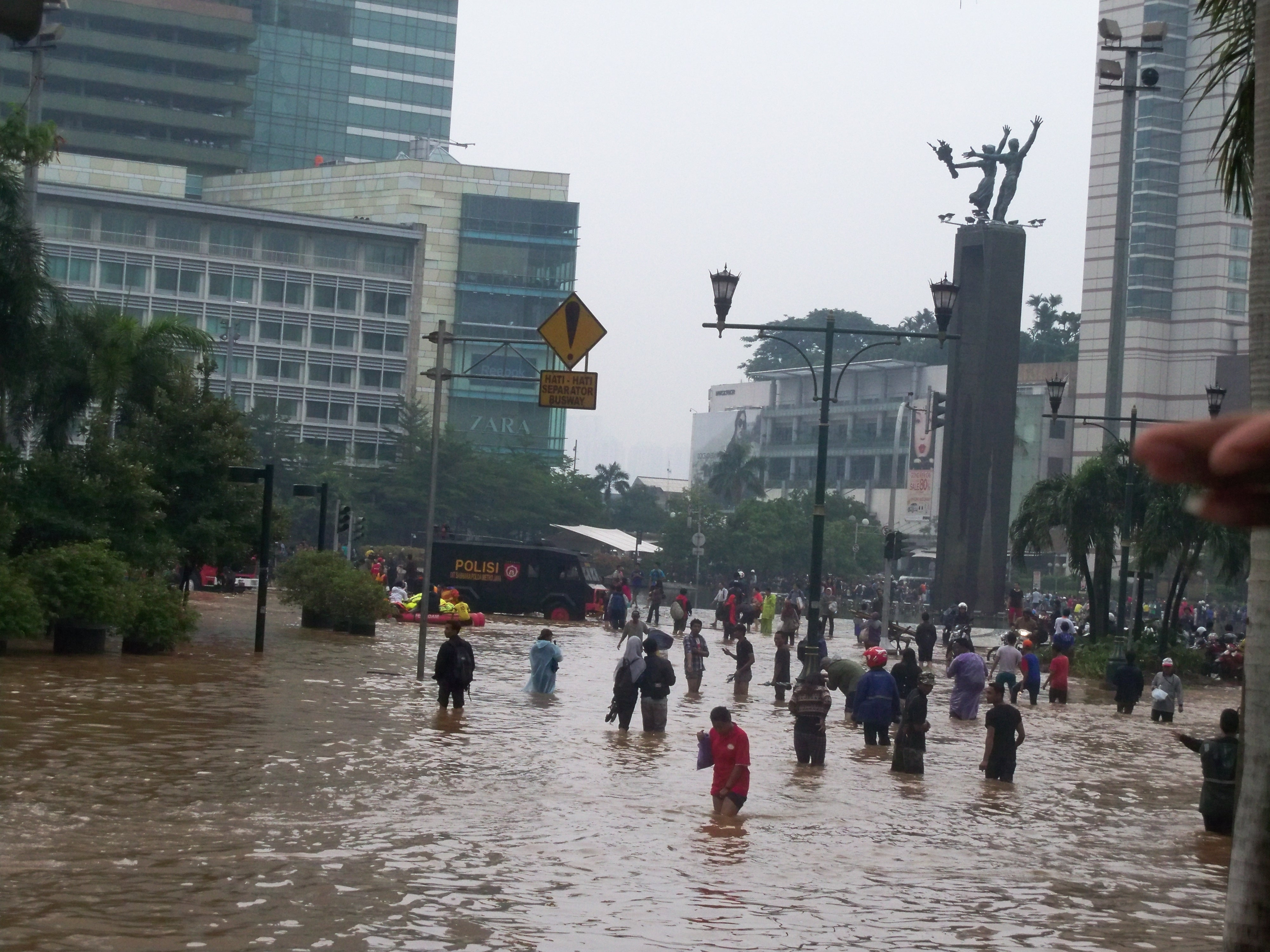
Überflutete Straße am 17. Januar 2013

Intensive Niederschläge lösten ab 15. Januar weiträumige Überschwemmungen in Jakarta aus. Zeitweise standen 97.000 Wohnungen unter Wasser und 250.000 Menschen waren direkt betroffen. Ende Januar begann der Wasserpegel zu sinken. Auch der Präsidentenpalast war von den Überschwemmungen betroffen. Zur Anzahl der Todesopfer gibt es abweichende Angaben: Laut OCHA waren es mindestens 41, nach anderen Angaben 57 Menschen, die ums Leben kamen.

## Überschwemmungen 2014
Am 12. Januar kam es nach einigen Tagen mit heftigen Niederschlägen zu Überschwemmungen. Ihnen fielen 23 Menschen zum Opfer, mehr als 60.000 mussten ihre Wohnungen verlassen. Wegen erneuter schwerer Niederschläge am 3. und 4. Februar mussten wieder 18.500 Menschen aus ihren Häusern fliehen. Der Wasserstand nahe der Flüsse lag bis zu zwei Meter über dem Straßenniveau. Brücken und Entwässerungsanlagen wurden beschädigt oder zerstört. Der wirtschaftliche Schaden wurde auf rund 407 Millionen US-Dollar geschätzt. In den kommenden Monaten kam es zu weiteren Überschwemmungen, bei denen keine Menschen zu Schaden kamen.

## Überschwemmungen 2020
Im Jahr 2020 verursachten Rekordniederschläge schwere Überschwemmungen im Großraum Jakarta von 1. bis 7. Januar.
Durch eine Kombination von Monsun, warmen Meerwasser und dem Zusammentreffen von Winden über Java entstanden zum Jahreswechsel 2019/2020 enorme Wolken über der Insel. Am 31. Dezember 2019 fiel in Jakarta mit 377 Liter pro Tag der intensivste Niederschlag seit 1866. Dadurch kam es im Großraum Jakarta und in anderen Regionen Javas zu Überschwemmungen. An einigen Orten stand das Wasser bis zu sechs Meter hoch. In Bogor und Depok kam es zu Erdrutschen. Der Flughafen Halim Perdanakusuma musste bis 2. Januar geschlossen werden.
Laut Angaben des Sprechers der Katastrophenschutzbehörde BNPB, Agus Wibowo, standen 120.000 Helfer im Einsatz, um bei den Evakuierungen zu helfen und um Wasserpumpen zu installieren. Etwa 409.000 Menschen mussten evakuiert werden. Am 2. Januar begann der Wasserstand leicht zurückzugehen und die Bewohner mancher Stadtviertel konnten wieder in ihre Häuser zurückkehren. Insgesamt waren 511.000 Menschen von den Fluten betroffen.
Da mehr Regen vorausgesagt war, warfen zwei Flugzeuge Natriumchlorid ab, um damit zu versuchen, die Wolkenbildung über der Sundastraße zu verhindern. Einsatzkräfte verteilten Medizin und Hygienesets um dem Ausbruch von Seuchen vorzubeugen und begannen am 5. Januar damit, in den am schwersten betroffenen Wohngegenden Desinfektionsmittel zu versprühen. Nachdem in manchen Gebieten der Strom abgeschaltet worden war, fielen auch Basissendeempfängerstationen für das Mobilfunknetz aus.
Im Regierungsbezirk Lebak der Nachbarprovinz Banten gab es zahlreiche Erdrutsche, wobei mehr als 2000 Häuser beschädigt oder zerstört wurden. Viele abgeschnittene Gemeinden in dem Bezirk mussten aus der Luft versorgt werden.
Bei den Überschwemmungen im Januar 2020 kamen nach offiziellen Angaben in Jakarta und Umgebung 61 Menschen ums Leben. Diese Zahl wurde nach unten revidiert, vorübergehend war von 67 Opfern die Rede.
Nach Dauerregen wurden am 25. Februar 2020 erneut Teile der Stadt überschwemmt, dabei kamen drei Menschen ums Leben.

## Belege
1. 1 2 3 4  Nina Belz: Indonesiens Hauptstadt droht im Meer zu versinken. In: nzz.ch. 8. August 2018, abgerufen am 3. Januar 2020.
2. 1 2 3  Mayuri Mei Lin & Rafki Hidayat: Jakarta, the fastest-sinking city in the world. In: bbc.com. 13. August 2018, abgerufen am 3. Januar 2020 (englisch).
3. 1 2 3  Lena Bodewein: Eine Stadt gräbt sich selbst das Wasser ab. In: deutschlandfunk.de. 12. Oktober 2019, abgerufen am 3. Januar 2020.
4. 1 2 3 4 5 6  Stephanie Lyons: The Jakarta floods of Early 2014: Rising Risks in one of the World’s Fastest Sinking Cities. (PDF; 907 kB) In: IOM (Hrsg.): The State of Environmental Migration 2015. S. 103–120, online auf labos.ulg.ac.be (englisch).
5. 1 2 3  Kharishar Kahfi: ‘Not ordinary rain’: Worst rainfall in over decade causes massive floods in Jakarta. In: thejakartapost.com. 1. Januar 2020, abgerufen am 3. Januar 2020 (englisch).
6. ↑  Matt Simon: Jakarta’s Giant Seawall Is Useless if the City Keeps Sinking. In: wired.com. 31. Juli 2019, abgerufen am 3. Januar 2020 (englisch).
7. ↑  Nusantara: Indonesien weiht neue Hauptstadt ein. In: orf.at. 17. August 2024, abgerufen am 17. August 2024.
8. ↑  1996 Global Register of Major Flood Events. (Memento des Originals vom 5. Mai 2016 im Internet Archive)  Info: Der Archivlink wurde automatisch eingesetzt und noch nicht geprüft. Bitte prüfe Original- und Archivlink gemäß Anleitung und entferne dann diesen Hinweis. In: dartmouth.edu. 21. Februar 2006, abgerufen am 3. Januar 2020 (englisch).
9. ↑  2002 Global Register of Extreme Flood Events. (Memento des Originals vom 25. Juli 2008 im Internet Archive)  Info: Der Archivlink wurde automatisch eingesetzt und noch nicht geprüft. Bitte prüfe Original- und Archivlink gemäß Anleitung und entferne dann diesen Hinweis. In: dartmouth.edu. 8. Januar 2003, abgerufen am 3. Januar 2020 (englisch).
10. 1 2  2007 Global Register of Major Flood Events. (Memento des Originals vom 22. September 2019 im Internet Archive)  Info: Der Archivlink wurde automatisch eingesetzt und noch nicht geprüft. Bitte prüfe Original- und Archivlink gemäß Anleitung und entferne dann diesen Hinweis. In: dartmouth.edu. 1. Mai 2008, abgerufen am 3. Januar 2020 (englisch).
11. 1 2 3 4  Situation Update No.3: Massive Floods in Greater Jakarta Area – Indonesia. (PDF; 1,76 MB) In: reliefweb.int. ASEAN Coordinating Centre for Humanitarian Assistance, 10. Januar 2020, abgerufen am 10. Januar 2020.
12. ↑  Jakarta Flood. As of 17 January 2013. (PDF; 312 kB) In: reliefweb.int. OCHA, 18. Januar 2013, abgerufen am 4. Januar 2020 (englisch).
13. ↑  Indonesia: Floods - DREF n° MDRID007 operation update no. 1. In: reliefweb.int. IFRC, 20. Februar 2013, abgerufen am 4. Januar 2020 (englisch).
14. 1 2 3  Niniek Karmini: Rescuers find more bodies in Jakarta floodwaters. In: smh.com.au. 3. Januar 2020, abgerufen am 3. Januar 2020 (englisch).
15. ↑  Indonesien: Mehr Tote, mehr Regen. In: tagesschau.de. 4. Januar 2020, abgerufen am 10. Januar 2020.
16. 1 2 3  Jakarta floods: recovery effort begins as city counts cost of worst deluge in a decade. In: theguardian.com. 6. Januar 2020, abgerufen am 7. Januar 2020 (englisch).
17. ↑  Iniek Karmini: 16 dead, thousands caught in flooding in Indonesia's capital. In: abcnews.go.com. 2. Januar 2020, abgerufen am 3. Januar 2020 (englisch).
18. ↑  Jakarta floods: cloud seeding planes will try to break up heavy rain. In: theguardian.com. 3. Januar 2020, abgerufen am 3. Januar 2020 (englisch).
19. 1 2  Überschwemmungen in Indonesien: Zahl der Toten gestiegen. In: orf.at. 4. Januar 2020, abgerufen am 5. Januar 2020 (englisch).
20. ↑  Karina M. Tehusijarana: Cellular services remain disrupted in some areas following Greater Jakarta floods. In: thejakartapost.com. 3. Januar 2020, abgerufen am 5. Januar 2020 (englisch).
21. ↑  Infografis Banjir Jakarta, Banten dan Jabar 16 Januari 2020. (Seite nicht mehr abrufbar, festgestellt im Juni 2024. Suche in Webarchiven)  Info: Der Link wurde automatisch als defekt markiert. Bitte prüfe den Link gemäß Anleitung und entferne dann diesen Hinweis. In: bnpb.go.id. 16. Januar 2020, abgerufen am 18. Januar 2020 (indonesisch).
22. ↑  Indonesia - Floods and landslides (DG ECHO, IFRC, BNPB, BMKG, HFI) (ECHO Daily Flash of 8 January 2020). In: reliefweb.int. ECHO, 8. Januar 2020, abgerufen am 8. Januar 2020 (englisch).
23. ↑  Dauerregen überflutet Indonesiens Hauptstadt Jakarta. In: orf.at. 25. Februar 2020, abgerufen am 25. Februar 2020.
24. ↑  Widespread flooding in Greater Jakarta causes chaos. In: thejakartapost.com. 25. Februar 2020, abgerufen am 25. Februar 2020 (englisch).
25. ↑  Indonesia - Floods and landslides update (BNPB, BMKG, media) (ECHO Daily Flash of 27 February 2020). In: reliefweb.int. ERCC, 27. Februar 2020, abgerufen am 3. März 2020 (englisch).